# Battery (напій)
Battery — бренд енергетичних напоїв, що випускаються фінською пивоварнею Sinebrychoff. Їх стимулююча дія заснована на екстрактах кави та гуарани, а також таурину.
Sinebrychoff є частиною міжнародної пивоварної групи Carlsberg. Енергетичний напій був запущений у 1997 році та наразі продається у різних смаках у понад 35 країнах.
Основна ідея бренду — давати енергію, як електрична батарея, і виглядати так. Слоган бренду — «Keeps you going».

## Продукти
Окрім оригінального енергетичного напою бренду, Battery Energy Drink, було випущено кілька варіацій, зокрема кавовий, журавлинний, без цукру, імбирний, апельсиновий, Battery Frsh, Battery Mix, Battery Exotic і Battery Jungled. Доступність різних смаків залежить від країни та ринку.
Раніше у Фінляндії також були доступні інші смаки: Heat (журавлина та чилі), апельсиновий сік та Energy Shot.
Енергетичні напої здебільшого продаються в пластикових пляшках по 400 мл і банках по 330 мл. У серпні 2010 року у Фінляндії випустили обмежену серію пінтових банок (0,568 л) під назвою «Battery Limited Edition 0,568 L». Наразі цей продукт продається під назвою «Big Edition», оскільки його продаж більше не обмежений.
У березні 2011 року дизайн пляшок оновили, а об'єм зменшили з 45 мл до 40 мл. Водночас знизилася і ціна за пляшку.
У листопаді 2024 року Binance і Battery оголосили партнерство і випустили новий напій.[неавторитетне джерело]

## Інтернаціоналізація
Розроблений і запущений у Фінляндії в січні 1997 року, Battery продається на міжнародних ринках з самого початку. Влітку 1997 року він був запущений в Естонії, Латвії та Литві, а наступного року в решті Норвегії та Швеції. Нині він продається приблизно в 40 країнах на всіх населених континентах.
Існують місцеві особливості в характеристиках продукту та маркетингових акціях. Наприклад, у Ємені зовнішній вигляд банки був змінений, щоб краще відповідати арабській культурі—знак плюс замінили на блискавку.

## Рекомендована література
- The use of taurine and D-glucurono-gamma-lactone as constituents of the so-called "energy" drinks. AME Info. 12 лютого 2009. Процитовано 20 липня 2012.
- Carlsberg debuts energy brand in Bulgaria. Beverage Manager. 23 січня 2008. Архів оригіналу за 18 червня 2012. Процитовано 5 липня 2012.
- Britcher, Chris (15 березня 2007). Williams Extends Two Sponsorships. SportBusiness International magazine. Архів оригіналу за 5 липня 2012. Процитовано 5 липня 2012.